# Gezichtslaan (Bilthoven)
De Gezichtslaan is een kaarsrechte, ongeveer 2,5 kilometer lange laan die in de provincie Utrecht vanuit Bilthoven richting Maartensdijk loopt. In het zuiden sluit de laan aan op de Soestdijkseweg. Vanaf daar loopt hij ongeveer anderhalve kilometer in noordelijke richting door de bebouwde kom van Bilthoven-Noord. Ten noorden van Bilthoven loopt de laan door de Ridderoordse Bossen, waarna hij ten slotte aansluit op de Dorpsweg in Maartensdijk.

## Oprijlaan en zichtas
In 1826 begon Frans Nicolaas Marius Eyck van Zuylichem met de aanleg van de Gezichtslaan. Aanleiding hiertoe was het verharden van de Soestdijkseweg (die toen nog Prinsenlaan heette) in die tijd. De Gezichtslaan diende als oprijlaan naar het landgoed Eyckenstein in Maartensdijk. Tussen Eyckenstein en de Oude Kerk in Zeist vormde hij een zichtas, waaraan de Gezichtslaan zijn benaming ontleent. Deze naam werd op 24 juli 1903 officieel toegekend, maar sindsdien is het zicht op de bijna negen kilometer verderop staande toren verloren gegaan.
In de tijd van de aanleg bestond heel Bilthoven-Noord nog uit zandverstuivingen, heide- en bosgebieden die bij Eyckenstein behoorden. De Gezichtslaan was toen onverhard. Pas kort na 1876, toen Eyckenstein in handen van de familie Van Boetzelaer kwam, is door Mr. Willem Carel baron van Boetzelaer het noordelijkste stukje van 300 meter aangelegd.

## Verharding
Aanvankelijk was de Gezichtslaan van begin tot eind een zandpad door het bos, geschikt voor rijtuigen. Later is de laan verhard met klinkers. Voor het verharden van de ondergrond is daarbij gebruikgemaakt van de vele zwerfkeien die in een bepaald gedeelte van landgoed Eyckenstein te vinden waren. In de jaren zeventig van de 20e eeuw is over de klinkers heen de huidige asfaltverharding aangebracht.

## Villa's
Aan weerszijden van de Gezichtslaan in Bilthoven-Noord liggen vele vrijstaande villa’s, zoals die ook in heel Bilthoven-Noord veel te vinden zijn.